# Susana Ros
Susana Ros Martínez (Benicasim, Castellón, 31 de octubre de 1969) es una política profesional y oficial turística española. Forma parte del PSOE, habiendo sido concejal en el Ayuntamiento de Benicasim. Actualmente es diputada en el Congreso de los Diputados.

## Biografía
Diplomada en Turismo por la Universidad Jaime I de la ciudad de Castellón de la Plana, está vinculada profesionalmente al sector dedicado a la hostelería.
Se inició en su carrera política en el sector comunista de IU de la mano de Francesc Colomer (1991). Lleva toda su andadura como política profesional desde entonces. Después pasó al grupo Nueva Izquierda también con Francesc Colomer, escindida de Izquierda Unida e ingresada en el PSOE. En 2003 se presentó en las listas del PSOE por Benicàssim, a los pocos meses de su ingreso en esta agrupación, siendo hoy miembro del Partido Socialista Obrero Español (PSOE) y también perteneciendo al PSPV-PSOE.
Siguió el año 2007, siendo Concejala de Urbanismo y primera Teniente de Alcalde del Ayuntamiento de población Benicasim, durante el gobierno municipal presidido y dirigido por su entonces mentor y alcalde Francesc Colomer Sánchez hasta 2011. Durante esos años también fue Secretaria General del PSOE en Benicasim, siendo sustituida en julio de 2010 por el actual Secretario General, Adolf Piquer.
Tras la renuncia del exministro Jordi Sevilla Segura a su escaño en el Congreso de los Diputados, Susana Ros lo sucedió ocupando su cargo como diputada el 1 de septiembre de 2009, renovando su acta de diputada tras haberse presentado como candidata al congreso en las Elecciones generales de España de 2011 entrando en la X Legislatura. Siendo diputada en el Congreso decidió ser candidata a la alcaldía de Benicàssim, presentándose por el PSOE a las elecciones municipales de 2011 celebradas el día 22 de mayo, elecciones en las que el PSPV de Benicàssim obtuvo uno de los peores resultados de su historia, ya no tanto por el número total de concejales, sino como por la pérdida de más de un tercio de los votantes anteriores. Fue portavoz del Grupo Municipal hasta el 13 de diciembre del mismo año, cuando firma su renuncia a su cargo de concejal. Dicha renuncia al cargo fue provocada por la obligatoriedad de "una persona, un cargo" que le impuso el partido, pues hasta su renuncia en el cargo de concejal estuvo compaginando con el cargo de Diputada desde el 1 de septiembre del año 2009 13 de diciembre. Fue sucedida por el edil Ramón Álvarez.
Como diputada, perteneció en 2012 a la Comisión parlamentaria de Relaciones con el Defensor del Pueblo y actualmente es Vocal y Adscrita de las comisiones de Educación y Deporte, de Cultura, Sanidad y Servicios Sociales, Igualdad, Empleo y Seguridad Social y la Subcomisión de Racionalización de Horarios, Concil y Corresponsabilidad.
En julio de 2019 negó que el hombre llegase a la Luna. Basándose en que "¿Después de 50 años no hemos vuelto a ir? Sospechoso"En la actualidad es quinta portavoz del Congreso de los Diputados, donde suele leer sus intervenciones; muy conocida por su expresión "pienso de que" y por ser partidaria de "cohexionar" la sociedad valenciana. Se posiciona al lado del presidente Pedro Sánchez, con quien compartió despacho, de ahí una estrecha relación que explica las visitas de éste al Festival de Benicasim. Encabezó el movimiento contra Ximo Puig en las últimas elecciones de Secretario General del PSPV en la provincia de Castellón, donde la militancia no respaldó que encabezase la lista por esta provincia a las Elecciones Generales de 2019.